# 小行星2737
小行星2737（2737 Kotka）是一颗围绕太阳公转的小行星。1938年2月22日，爾約·維薩拉在图尔库发现了此天体。
該小行星以芬蘭的城市科特卡命名。
这颗小行星的绝对星等为105.7389313767776等。